# فوتبال در پاکستان

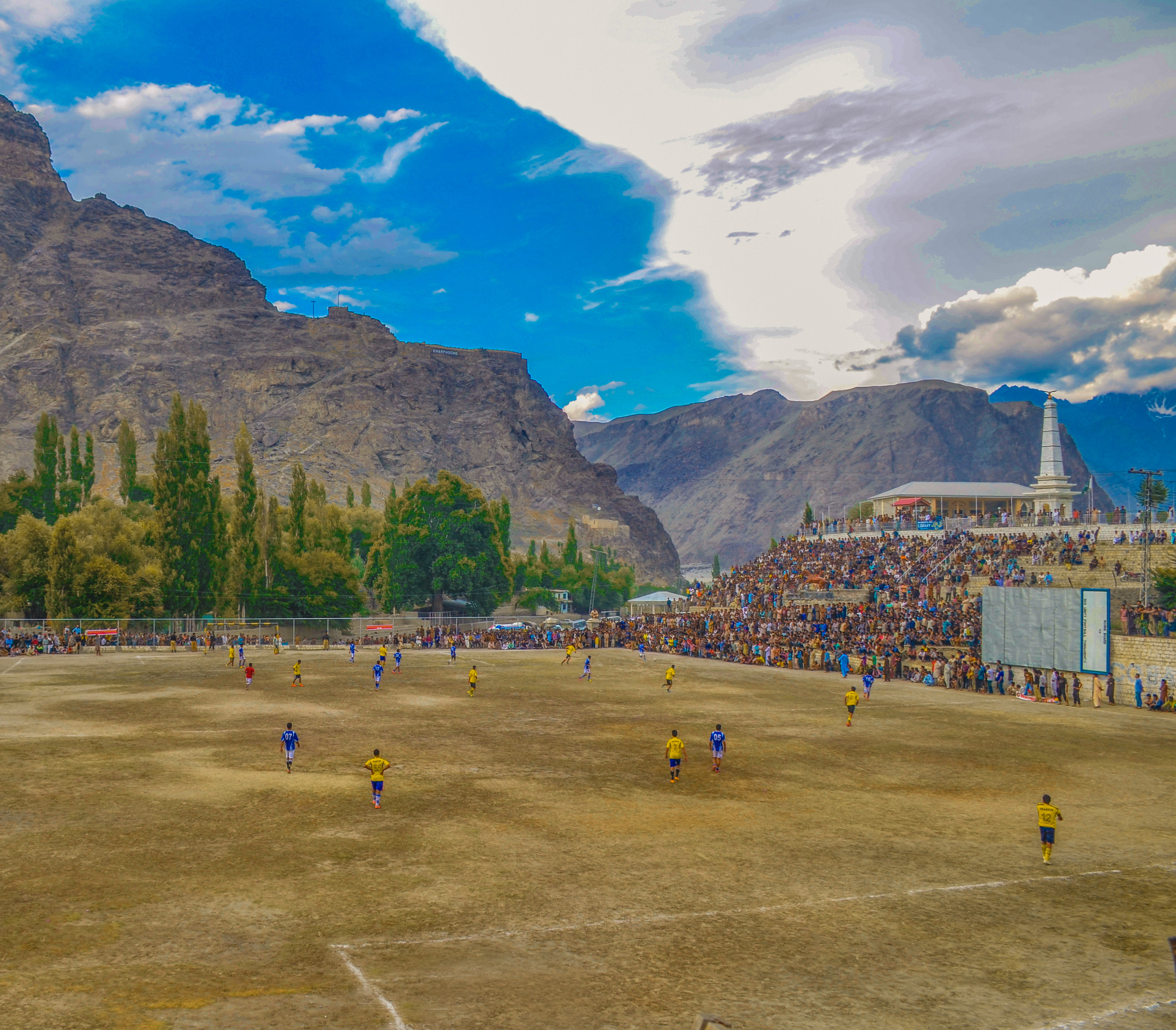
فوتبال در پاکستان

فوتبال در پاکستان پرطرفدارترین ورزش گروهی پس از کریکت و هاکی روی چمن است و توسط فدراسیون فوتبال پاکستان سازماندهی و اداره می‌شود.